# Xylotrechus alakolensis
Xylotrechus alakolensis es una especie de escarabajo longicornio del género Xylotrechus. Fue descrita científicamente por Karpiński & Szczepański en 2018.
Se distribuye por Kazajistán. Mide 12,1 milímetros de longitud. El período de vuelo ocurre en junio.